# Tirreno-Adriático 2024
Tirreno-Adriático 2024 – 59. edycja wyścigu kolarskiego Tirreno-Adriático, która odbyła się w dniach od 4 do 10 marca 2024 na liczącej 1118 kilometrów trasie składającej się z 7 etapów, biegnącej z Lido di Camaiore do San Benedetto del Tronto. Impreza kategorii 2.UWT była częścią UCI World Tour 2024.

## Etapy
| Etap | Data   | Start – Meta                                        | type                       | Dystans (km) | Suma wzniesień (m) | Zwycięzca etapu  | Lider            |
| ---- | ------ | --------------------------------------------------- | -------------------------- | ------------ | ------------------ | ---------------- | ---------------- |
| 1    | 4 mar  | Lido di Camaiore – Lido di Camaiore                 | jazda indywidualna na czas | 10           | 5 m                | Juan Ayuso       | Juan Ayuso       |
| 2    | 5 mar  | Camaiore – Follonica                                | pagórkowaty                | 198          | 1401 m             | Jasper Philipsen | Juan Ayuso       |
| 3    | 6 mar  | Volterra – Gualdo Tadino                            | górzysty                   | 225          | 2616 m             | Phil Bauhaus     | Juan Ayuso       |
| 4    | 7 mar  | Arrone – Giulianova                                 | górzysty                   | 207          | 2923 m             | Jonathan Milan   | Jonathan Milan   |
| 5    | 8 mar  | Torricella Sicura – Valle Castellana                | górski                     | 144          | 3015 m             | Jonas Vingegaard | Jonas Vingegaard |
| 6    | 9 mar  | Sassoferrato – Cagli                                | górski                     | 180          | 3544 m             | Jonas Vingegaard | Jonas Vingegaard |
| 7    | 10 mar | San Benedetto del Tronto – San Benedetto del Tronto | pagórkowaty                | 154          | 1508 m             | Jonathan Milan   | Jonas Vingegaard |

## Uczestnicy

### Drużyny
| WorldTeams (18)- Alpecin-Deceuninck - Arkéa-B&B Hotels - Astana Qazaqstan Team - Bahrain Victorious - Bora-Hansgrohe - Cofidis - Decathlon-AG2R La Mondiale - EF Education-EasyPost - Groupama-FDJ - Ineos Grenadiers - Intermarché-Wanty - Lidl-Trek - Movistar Team - Soudal Quick-Step - Team dsm-firmenich PostNL - Team Jayco AlUla - Team Visma \| Lease a Bike - UAE Team Emirates ProTeams (7)- Israel-Premier Tech - Q36.5 Pro Cycling Team - Corratec-Vini Fantini - Polti Kometa - Tudor Pro Cycling Team - Uno-X Mobility - VF Group-Bardiani CSF-Faizané |
| |

### Lista startowa
| Team Jayco AlUla JAY | Team Jayco AlUla JAY          | Team Jayco AlUla JAY |
| -------------------- | ----------------------------- | -------------------- |
| Nr                   | Kolarz                        | Miejsce              |
| 1                    | Filippo Zana (ITA)            | 19.                  |
| 2                    | Lawson Craddock (USA)         | 22.                  |
| 3                    | Alessandro De Marchi (ITA)    | 87.                  |
| 4                    | Caleb Ewan (AUS)              | DNF-6                |
| 5                    | Christopher Juul-Jensen (DEN) | 70.                  |
| 6                    | Campbell Stewart (NZL)        | DNS-6                |
| 7                    | Max Walscheid (GER)           | DNS-7                |

| Alpecin-Deceuninck ADC | Alpecin-Deceuninck ADC      | Alpecin-Deceuninck ADC |
| ---------------------- | --------------------------- | ---------------------- |
| Nr                     | Kolarz                      | Miejsce                |
| 11                     | Jasper Philipsen (BEL)      | 81.                    |
| 12                     | Nicola Conci (ITA)          | 46.                    |
| 13                     | Michael Gogl (AUT)          | DNS-3                  |
| 14                     | Jonas Rickaert (BEL)        | 107.                   |
| 15                     | Oscar Riesebeek (NED)       | 124.                   |
| 16                     | Fabio Van den Bossche (BEL) | 96.                    |
| 17                     | Gianni Vermeersch (BEL)     | 75.                    |

| Arkéa-B&B Hotels ARK | Arkéa-B&B Hotels ARK     | Arkéa-B&B Hotels ARK |
| -------------------- | ------------------------ | -------------------- |
| Nr                   | Kolarz                   | Miejsce              |
| 21                   | Vincenzo Albanese (ITA)  | DNF-6                |
| 22                   | Amaury Capiot (BEL)      | 93.                  |
| 23                   | Anthony Delaplace (FRA)  | DNS-5                |
| 24                   | Simon Guglielmi (FRA)    | DNF-4                |
| 25                   | Cristián Rodríguez (ESP) | 17.                  |
| 26                   | Kévin Vauquelin (FRA)    | 10.                  |
| 27                   | Clément Venturini (FRA)  | 67.                  |

| Astana Qazaqstan Team AST | Astana Qazaqstan Team AST      | Astana Qazaqstan Team AST |
| ------------------------- | ------------------------------ | ------------------------- |
| Nr                        | Kolarz                         | Miejsce                   |
| 31                        | Simone Velasco (ITA) (szosa)   | 28.                       |
| 32                        | Cees Bol (NED)                 | 110.                      |
| 33                        | Mark Cavendish (GBR)           | OTL-5                     |
| 34                        | Jewgienij Fiodorow (KAZ) (ITT) | 53.                       |
| 35                        | Lorenzo Fortunato (ITA)        | 14.                       |
| 36                        | Gianmarco Garofoli (ITA)       | 33.                       |
| 37                        | Michael Mørkøv (DEN)           | OTL-5                     |

| Bora-Hansgrohe BOH | Bora-Hansgrohe BOH                 | Bora-Hansgrohe BOH |
| ------------------ | ---------------------------------- | ------------------ |
| Nr                 | Kolarz                             | Miejsce            |
| 41                 | Daniel Felipe Martínez (COL) (ITT) | DNS-7              |
| 42                 | Giovanni Aleotti (ITA)             | 36.                |
| 43                 | Patrick Gamper (AUT) (ITT)         | 103.               |
| 44                 | Jai Hindley (AUS)                  | 3.                 |
| 45                 | Lennard Kämna (GER)                | 8.                 |
| 46                 | Cesare Benedetti (POL)             | 119.               |
| 47                 | Filip Maciejuk (POL)               | 95.                |

| Cofidis COF | Cofidis COF                 | Cofidis COF |
| ----------- | --------------------------- | ----------- |
| Nr          | Kolarz                      | Miejsce     |
| 51          | Guillaume Martin (FRA)      | 23.         |
| 52          | Stanisław Aniołkowski (POL) | 122.        |
| 53          | Aimé De Gendt (BEL)         | DNS-7       |
| 54          | Rubén Fernández (ESP)       | 86.         |
| 55          | Simon Geschke (GER)         | 60.         |
| 56          | Stefano Oldani (ITA)        | 80.         |
| 57          | Axel Zingle (FRA)           | DNF-7       |

| Team Corratec-Vini Fantini COR | Team Corratec-Vini Fantini COR | Team Corratec-Vini Fantini COR |
| ------------------------------ | ------------------------------ | ------------------------------ |
| Nr                             | Kolarz                         | Miejsce                        |
| 61                             | Niccolò Bonifazio (ITA)        | 106.                           |
| 62                             | Mark Padun (UKR)               | DNS-4                          |
| 63                             | Lorenzo Quartucci (ITA)        | 111.                           |
| 64                             | Kristian Sbaragli (ITA)        | DNS-5                          |
| 65                             | Mark Stewart (GBR)             | DNF-3                          |
| 66                             | Jan Stöckli (SUI)              | DNF-7                          |
| 67                             | Kyryło Carenko (UKR)           | 104.                           |

| Decathlon-AG2R La Mondiale DAT | Decathlon-AG2R La Mondiale DAT | Decathlon-AG2R La Mondiale DAT |
| ------------------------------ | ------------------------------ | ------------------------------ |
| Nr                             | Kolarz                         | Miejsce                        |
| 71                             | Ben O’Connor (AUS)             | 5.                             |
| 72                             | Nans Peters (FRA)              | 48.                            |
| 73                             | Nicolas Prodhomme (FRA)        | 34.                            |
| 74                             | Damien Touzé (FRA)             | 51.                            |
| 75                             | Bastien Tronchon (FRA)         | 59.                            |
| 76                             | Andrea Vendrame (ITA)          | 55.                            |
| 77                             | Larry Warbasse (USA)           | 49.                            |

| EF Education-EasyPost EFE | EF Education-EasyPost EFE   | EF Education-EasyPost EFE |
| ------------------------- | --------------------------- | ------------------------- |
| Nr                        | Kolarz                      | Miejsce                   |
| 81                        | Richard Carapaz (ECU) (ITT) | DNF-7                     |
| 82                        | Alberto Bettiol (ITA)       | 40.                       |
| 83                        | Georg Steinhauser (GER)     | 115.                      |
| 84                        | Ben Healy (IRL) (szosa)     | 61.                       |
| 85                        | Mikkel Frølich Honoré (DEN) | DNS-7                     |
| 86                        | Neilson Powless (USA)       | DNF-6                     |
| 87                        | James Shaw (GBR)            | 66.                       |

| Groupama-FDJ GFC | Groupama-FDJ GFC               | Groupama-FDJ GFC |
| ---------------- | ------------------------------ | ---------------- |
| Nr               | Kolarz                         | Miejsce          |
| 91               | Fabian Lienhard (SUI)          | 101.             |
| 92               | Cyril Barthe (FRA)             | 64.              |
| 93               | Clément Davy (FRA)             | 97.              |
| 94               | Lorenzo Germani (ITA)          | DNF-5            |
| 95               | Romain Grégoire (FRA)          | 13.              |
| 96               | Olivier Le Gac (FRA)           | 74.              |
| 97               | Valentin Madouas (FRA) (szosa) | 30.              |

| Ineos Grenadiers IGD | Ineos Grenadiers IGD           | Ineos Grenadiers IGD |
| -------------------- | ------------------------------ | -------------------- |
| Nr                   | Kolarz                         | Miejsce              |
| 101                  | Filippo Ganna (ITA) (ITT)      | 88.                  |
| 102                  | Thymen Arensman (NED)          | 6.                   |
| 103                  | Michał Kwiatkowski (POL) (ITT) | 98.                  |
| 104                  | Thomas Pidcock (GBR)           | 9.                   |
| 105                  | Luke Rowe (GBR)                | 114.                 |
| 106                  | Magnus Sheffield (USA)         | 16.                  |
| 107                  | Connor Swift (GBR)             | 73.                  |

| Intermarché-Wanty IWA | Intermarché-Wanty IWA | Intermarché-Wanty IWA |
| --------------------- | --------------------- | --------------------- |
| Nr                    | Kolarz                | Miejsce               |
| 111                   | Biniam Girmay (ERI)   | DNS-7                 |
| 112                   | Rune Herregodts (BEL) | DNS-5                 |
| 113                   | Hugo Page (FRA)       | 77.                   |
| 114                   | Laurenz Rex (BEL)     | 92.                   |
| 115                   | Lorenzo Rota (ITA)    | 25.                   |
| 116                   | Dion Smith (NZL)      | DNS-7                 |
| 117                   | Mike Teunissen (NED)  | 57.                   |

| Israel-Premier Tech IPT | Israel-Premier Tech IPT  | Israel-Premier Tech IPT |
| ----------------------- | ------------------------ | ----------------------- |
| Nr                      | Kolarz                   | Miejsce                 |
| 121                     | Chris Froome (GBR)       | DNS-5                   |
| 122                     | Simon Clarke (AUS)       | 68.                     |
| 123                     | Krists Neilands (LAT)    | 21.                     |
| 124                     | Mads Würtz Schmidt (DEN) | DNS-4                   |
| 125                     | Corbin Strong (NZL)      | 42.                     |
| 126                     | Tom Van Asbroeck (BEL)   | 56.                     |
| 127                     | Ethan Vernon (GBR)       | 83.                     |

| Lidl-Trek LTK | Lidl-Trek LTK                       | Lidl-Trek LTK |
| ------------- | ----------------------------------- | ------------- |
| Nr            | Kolarz                              | Miejsce       |
| 131           | Tao Geoghegan Hart (GBR)            | 29.           |
| 132           | Andrea Bagioli (ITA)                | 32.           |
| 133           | Simone Consonni (ITA)               | 102.          |
| 134           | Amanuel Ghebreigzabhier (ERI) (ITT) | 71.           |
| 135           | Jonathan Milan (ITA)                | 94.           |
| 136           | Toms Skujiņš (LAT)                  | 45.           |
| 137           | Edward Theuns (BEL)                 | DNF-7         |

| Movistar Team MOV | Movistar Team MOV         | Movistar Team MOV |
| ----------------- | ------------------------- | ----------------- |
| Nr                | Kolarz                    | Miejsce           |
| 141               | Enric Mas (ESP)           | 12.               |
| 142               | Davide Cimolai (ITA)      | 123.              |
| 143               | Davide Formolo (ITA)      | 26.               |
| 144               | Iván García Cortina (ESP) | 58.               |
| 145               | Lorenzo Milesi (ITA)      | 65.               |
| 146               | Nelson Oliveira (POR)     | 39.               |
| 147               | Iván Sosa (COL)           | 20.               |

| Q36.5 Pro Cycling Team Q36 | Q36.5 Pro Cycling Team Q36 | Q36.5 Pro Cycling Team Q36 |
| -------------------------- | -------------------------- | -------------------------- |
| Nr                         | Kolarz                     | Miejsce                    |
| 151                        | Filippo Conca (ITA)        | DNS-2                      |
| 152                        | David de la Cruz (ESP)     | DNF-5                      |
| 153                        | Mark Donovan (GBR)         | DNF-6                      |
| 154                        | Damien Howson (AUS)        | DNS-6                      |
| 155                        | Tobias Ludvigsson (SWE)    | DNF-6                      |
| 156                        | Nicolò Parisini (ITA)      | 89.                        |
| 157                        | Jannik Steimle (GER)       | 113.                       |

| Soudal Quick-Step SOQ | Soudal Quick-Step SOQ      | Soudal Quick-Step SOQ |
| --------------------- | -------------------------- | --------------------- |
| Nr                    | Kolarz                     | Miejsce               |
| 161                   | Julian Alaphilippe (FRA)   | 62.                   |
| 162                   | Kasper Asgreen (DEN) (ITT) | 52.                   |
| 163                   | Josef Černý (CZE)          | DNF-7                 |
| 164                   | Fausto Masnada (ITA)       | DNF-6                 |
| 165                   | Tim Merlier (BEL)          | DNF-7                 |
| 166                   | Bert Van Lerberghe (BEL)   | DNF-7                 |
| 167                   | Jordi Warlop (BEL)         | DNF-6                 |

| Team dsm-firmenich PostNL DFP | Team dsm-firmenich PostNL DFP | Team dsm-firmenich PostNL DFP |
| ----------------------------- | ----------------------------- | ----------------------------- |
| Nr                            | Kolarz                        | Miejsce                       |
| 171                           | Romain Bardet (FRA)           | DNS-6                         |
| 172                           | John Degenkolb (GER)          | 112.                          |
| 173                           | Chris Hamilton (AUS)          | 85.                           |
| 174                           | Max Poole (GBR)               | DNF-6                         |
| 175                           | Casper van Uden (NED)         | 100.                          |
| 176                           | Kevin Vermaerke (USA)         | 24.                           |
| 177                           | Bram Welten (NED)             | DNF-4                         |

| Team Polti Kometa PTK | Team Polti Kometa PTK   | Team Polti Kometa PTK |
| --------------------- | ----------------------- | --------------------- |
| Nr                    | Kolarz                  | Miejsce               |
| 181                   | Davide Piganzoli (ITA)  | 18.                   |
| 182                   | Davide Bais (ITA)       | 82.                   |
| 183                   | Mattia Bais (ITA)       | 108.                  |
| 184                   | Matteo Fabbro (ITA)     | DNS-6                 |
| 185                   | Giovanni Lonardi (ITA)  | 91.                   |
| 186                   | Mirco Maestri (ITA)     | 63.                   |
| 187                   | Jhonatan Restrepo (COL) | DNF-7                 |

| Team Visma \| Lease a Bike TVL | Team Visma \| Lease a Bike TVL    | Team Visma \| Lease a Bike TVL |
| ------------------------------ | --------------------------------- | ------------------------------ |
| Nr                             | Kolarz                            | Miejsce                        |
| 191                            | Jonas Vingegaard (DEN)            | 1.                             |
| 192                            | Robert Gesink (NED)               | DNS-3                          |
| 193                            | Steven Kruijswijk (NED)           | 69.                            |
| 194                            | Ben Tulett (GBR)                  | 54.                            |
| 195                            | Cian Uijtdebroeks (BEL)           | 7.                             |
| 196                            | Attila Valter (HUN) (szosa i ITT) | 47.                            |
| 197                            | Dylan van Baarle (NED) (szosa)    | 121.                           |

| Tudor Pro Cycling Team TUD | Tudor Pro Cycling Team TUD | Tudor Pro Cycling Team TUD |
| -------------------------- | -------------------------- | -------------------------- |
| Nr                         | Kolarz                     | Miejsce                    |
| 201                        | Marco Brenner (GER)        | 72.                        |
| 202                        | Robin Froidevaux (SUI)     | 105.                       |
| 203                        | Alexander Kamp (DEN)       | 118.                       |
| 204                        | Petr Kelemen (CZE)         | DNF-5                      |
| 205                        | Alexander Krieger (GER)    | 116.                       |
| 206                        | Marius Mayrhofer (GER)     | DNF-6                      |
| 207                        | Florian Stork (GER)        | 44.                        |

| UAE Team Emirates UAD | UAE Team Emirates UAD      | UAE Team Emirates UAD |
| --------------------- | -------------------------- | --------------------- |
| Nr                    | Kolarz                     | Miejsce               |
| 211                   | Juan Ayuso (ESP)           | 2.                    |
| 212                   | Mikkel Bjerg (DEN)         | 15.                   |
| 213                   | Alessandro Covi (ITA)      | 78.                   |
| 214                   | Isaac Del Toro (MEX)       | 4.                    |
| 215                   | Marc Hirschi (SUI) (szosa) | 79.                   |
| 216                   | Rafał Majka (POL)          | 37.                   |
| 217                   | Michael Vink (NZL)         | 109.                  |

| Uno-X Mobility UXM | Uno-X Mobility UXM            | Uno-X Mobility UXM |
| ------------------ | ----------------------------- | ------------------ |
| Nr                 | Kolarz                        | Miejsce            |
| 221                | Alexander Kristoff (NOR)      | 99.                |
| 222                | Jonas Abrahamsen (NOR)        | 50.                |
| 223                | Odd Christian Eiking (NOR)    | 35.                |
| 224                | Markus Hoelgaard (NOR)        | 76.                |
| 225                | Andreas Leknessund (NOR)      | 38.                |
| 226                | Magnus Cort Nielsen (DEN)     | DNF-6              |
| 227                | Søren Wærenskjold (NOR) (ITT) | 120.               |

| VF Group-Bardiani CSF-Faizanè VBF | VF Group-Bardiani CSF-Faizanè VBF | VF Group-Bardiani CSF-Faizanè VBF |
| --------------------------------- | --------------------------------- | --------------------------------- |
| Nr                                | Kolarz                            | Miejsce                           |
| 231                               | Domenico Pozzovivo (ITA)          | 31.                               |
| 232                               | Filippo Fiorelli (ITA)            | DNS-6                             |
| 233                               | Filippo Magli (ITA)               | DNF-7                             |
| 234                               | Alex Tolio (ITA)                  | 90.                               |
| 235                               | Alessandro Tonelli (ITA)          | 43.                               |
| 236                               | Enrico Zanoncello (ITA)           | 117.                              |
| 237                               | Samuele Zoccarato (ITA)           | 125.                              |

| Bahrain Victorious TBV | Bahrain Victorious TBV | Bahrain Victorious TBV |
| ---------------------- | ---------------------- | ---------------------- |
| Nr                     | Kolarz                 | Miejsce                |
| 241                    | Antonio Tiberi (ITA)   | 27.                    |
| 242                    | Yukiya Arashiro (JPN)  | DNF-7                  |
| 243                    | Nikias Arndt (GER)     | 84.                    |
| 244                    | Phil Bauhaus (GER)     | DNF-7                  |
| 245                    | Damiano Caruso (ITA)   | 41.                    |
| 246                    | Andrea Pasqualon (ITA) | DNF-7                  |
| 247                    | Wout Poels (NED)       | 11.                    |

| Team Jayco AlUla JAY | Team Jayco AlUla JAY          | Team Jayco AlUla JAY |
| -------------------- | ----------------------------- | -------------------- |
| Nr                   | Kolarz                        | Miejsce              |
| 1                    | Filippo Zana (ITA)            | 19.                  |
| 2                    | Lawson Craddock (USA)         | 22.                  |
| 3                    | Alessandro De Marchi (ITA)    | 87.                  |
| 4                    | Caleb Ewan (AUS)              | DNF-6                |
| 5                    | Christopher Juul-Jensen (DEN) | 70.                  |
| 6                    | Campbell Stewart (NZL)        | DNS-6                |
| 7                    | Max Walscheid (GER)           | DNS-7                |

| Alpecin-Deceuninck ADC | Alpecin-Deceuninck ADC      | Alpecin-Deceuninck ADC |
| ---------------------- | --------------------------- | ---------------------- |
| Nr                     | Kolarz                      | Miejsce                |
| 11                     | Jasper Philipsen (BEL)      | 81.                    |
| 12                     | Nicola Conci (ITA)          | 46.                    |
| 13                     | Michael Gogl (AUT)          | DNS-3                  |
| 14                     | Jonas Rickaert (BEL)        | 107.                   |
| 15                     | Oscar Riesebeek (NED)       | 124.                   |
| 16                     | Fabio Van den Bossche (BEL) | 96.                    |
| 17                     | Gianni Vermeersch (BEL)     | 75.                    |

| Arkéa-B&B Hotels ARK | Arkéa-B&B Hotels ARK     | Arkéa-B&B Hotels ARK |
| -------------------- | ------------------------ | -------------------- |
| Nr                   | Kolarz                   | Miejsce              |
| 21                   | Vincenzo Albanese (ITA)  | DNF-6                |
| 22                   | Amaury Capiot (BEL)      | 93.                  |
| 23                   | Anthony Delaplace (FRA)  | DNS-5                |
| 24                   | Simon Guglielmi (FRA)    | DNF-4                |
| 25                   | Cristián Rodríguez (ESP) | 17.                  |
| 26                   | Kévin Vauquelin (FRA)    | 10.                  |
| 27                   | Clément Venturini (FRA)  | 67.                  |

| Astana Qazaqstan Team AST | Astana Qazaqstan Team AST      | Astana Qazaqstan Team AST |
| ------------------------- | ------------------------------ | ------------------------- |
| Nr                        | Kolarz                         | Miejsce                   |
| 31                        | Simone Velasco (ITA) (szosa)   | 28.                       |
| 32                        | Cees Bol (NED)                 | 110.                      |
| 33                        | Mark Cavendish (GBR)           | OTL-5                     |
| 34                        | Jewgienij Fiodorow (KAZ) (ITT) | 53.                       |
| 35                        | Lorenzo Fortunato (ITA)        | 14.                       |
| 36                        | Gianmarco Garofoli (ITA)       | 33.                       |
| 37                        | Michael Mørkøv (DEN)           | OTL-5                     |

| Bora-Hansgrohe BOH | Bora-Hansgrohe BOH                 | Bora-Hansgrohe BOH |
| ------------------ | ---------------------------------- | ------------------ |
| Nr                 | Kolarz                             | Miejsce            |
| 41                 | Daniel Felipe Martínez (COL) (ITT) | DNS-7              |
| 42                 | Giovanni Aleotti (ITA)             | 36.                |
| 43                 | Patrick Gamper (AUT) (ITT)         | 103.               |
| 44                 | Jai Hindley (AUS)                  | 3.                 |
| 45                 | Lennard Kämna (GER)                | 8.                 |
| 46                 | Cesare Benedetti (POL)             | 119.               |
| 47                 | Filip Maciejuk (POL)               | 95.                |

| Cofidis COF | Cofidis COF                 | Cofidis COF |
| ----------- | --------------------------- | ----------- |
| Nr          | Kolarz                      | Miejsce     |
| 51          | Guillaume Martin (FRA)      | 23.         |
| 52          | Stanisław Aniołkowski (POL) | 122.        |
| 53          | Aimé De Gendt (BEL)         | DNS-7       |
| 54          | Rubén Fernández (ESP)       | 86.         |
| 55          | Simon Geschke (GER)         | 60.         |
| 56          | Stefano Oldani (ITA)        | 80.         |
| 57          | Axel Zingle (FRA)           | DNF-7       |

| Team Corratec-Vini Fantini COR | Team Corratec-Vini Fantini COR | Team Corratec-Vini Fantini COR |
| ------------------------------ | ------------------------------ | ------------------------------ |
| Nr                             | Kolarz                         | Miejsce                        |
| 61                             | Niccolò Bonifazio (ITA)        | 106.                           |
| 62                             | Mark Padun (UKR)               | DNS-4                          |
| 63                             | Lorenzo Quartucci (ITA)        | 111.                           |
| 64                             | Kristian Sbaragli (ITA)        | DNS-5                          |
| 65                             | Mark Stewart (GBR)             | DNF-3                          |
| 66                             | Jan Stöckli (SUI)              | DNF-7                          |
| 67                             | Kyryło Carenko (UKR)           | 104.                           |

| Decathlon-AG2R La Mondiale DAT | Decathlon-AG2R La Mondiale DAT | Decathlon-AG2R La Mondiale DAT |
| ------------------------------ | ------------------------------ | ------------------------------ |
| Nr                             | Kolarz                         | Miejsce                        |
| 71                             | Ben O’Connor (AUS)             | 5.                             |
| 72                             | Nans Peters (FRA)              | 48.                            |
| 73                             | Nicolas Prodhomme (FRA)        | 34.                            |
| 74                             | Damien Touzé (FRA)             | 51.                            |
| 75                             | Bastien Tronchon (FRA)         | 59.                            |
| 76                             | Andrea Vendrame (ITA)          | 55.                            |
| 77                             | Larry Warbasse (USA)           | 49.                            |

| EF Education-EasyPost EFE | EF Education-EasyPost EFE   | EF Education-EasyPost EFE |
| ------------------------- | --------------------------- | ------------------------- |
| Nr                        | Kolarz                      | Miejsce                   |
| 81                        | Richard Carapaz (ECU) (ITT) | DNF-7                     |
| 82                        | Alberto Bettiol (ITA)       | 40.                       |
| 83                        | Georg Steinhauser (GER)     | 115.                      |
| 84                        | Ben Healy (IRL) (szosa)     | 61.                       |
| 85                        | Mikkel Frølich Honoré (DEN) | DNS-7                     |
| 86                        | Neilson Powless (USA)       | DNF-6                     |
| 87                        | James Shaw (GBR)            | 66.                       |

| Groupama-FDJ GFC | Groupama-FDJ GFC               | Groupama-FDJ GFC |
| ---------------- | ------------------------------ | ---------------- |
| Nr               | Kolarz                         | Miejsce          |
| 91               | Fabian Lienhard (SUI)          | 101.             |
| 92               | Cyril Barthe (FRA)             | 64.              |
| 93               | Clément Davy (FRA)             | 97.              |
| 94               | Lorenzo Germani (ITA)          | DNF-5            |
| 95               | Romain Grégoire (FRA)          | 13.              |
| 96               | Olivier Le Gac (FRA)           | 74.              |
| 97               | Valentin Madouas (FRA) (szosa) | 30.              |

| Ineos Grenadiers IGD | Ineos Grenadiers IGD           | Ineos Grenadiers IGD |
| -------------------- | ------------------------------ | -------------------- |
| Nr                   | Kolarz                         | Miejsce              |
| 101                  | Filippo Ganna (ITA) (ITT)      | 88.                  |
| 102                  | Thymen Arensman (NED)          | 6.                   |
| 103                  | Michał Kwiatkowski (POL) (ITT) | 98.                  |
| 104                  | Thomas Pidcock (GBR)           | 9.                   |
| 105                  | Luke Rowe (GBR)                | 114.                 |
| 106                  | Magnus Sheffield (USA)         | 16.                  |
| 107                  | Connor Swift (GBR)             | 73.                  |

| Intermarché-Wanty IWA | Intermarché-Wanty IWA | Intermarché-Wanty IWA |
| --------------------- | --------------------- | --------------------- |
| Nr                    | Kolarz                | Miejsce               |
| 111                   | Biniam Girmay (ERI)   | DNS-7                 |
| 112                   | Rune Herregodts (BEL) | DNS-5                 |
| 113                   | Hugo Page (FRA)       | 77.                   |
| 114                   | Laurenz Rex (BEL)     | 92.                   |
| 115                   | Lorenzo Rota (ITA)    | 25.                   |
| 116                   | Dion Smith (NZL)      | DNS-7                 |
| 117                   | Mike Teunissen (NED)  | 57.                   |

| Israel-Premier Tech IPT | Israel-Premier Tech IPT  | Israel-Premier Tech IPT |
| ----------------------- | ------------------------ | ----------------------- |
| Nr                      | Kolarz                   | Miejsce                 |
| 121                     | Chris Froome (GBR)       | DNS-5                   |
| 122                     | Simon Clarke (AUS)       | 68.                     |
| 123                     | Krists Neilands (LAT)    | 21.                     |
| 124                     | Mads Würtz Schmidt (DEN) | DNS-4                   |
| 125                     | Corbin Strong (NZL)      | 42.                     |
| 126                     | Tom Van Asbroeck (BEL)   | 56.                     |
| 127                     | Ethan Vernon (GBR)       | 83.                     |

| Lidl-Trek LTK | Lidl-Trek LTK                       | Lidl-Trek LTK |
| ------------- | ----------------------------------- | ------------- |
| Nr            | Kolarz                              | Miejsce       |
| 131           | Tao Geoghegan Hart (GBR)            | 29.           |
| 132           | Andrea Bagioli (ITA)                | 32.           |
| 133           | Simone Consonni (ITA)               | 102.          |
| 134           | Amanuel Ghebreigzabhier (ERI) (ITT) | 71.           |
| 135           | Jonathan Milan (ITA)                | 94.           |
| 136           | Toms Skujiņš (LAT)                  | 45.           |
| 137           | Edward Theuns (BEL)                 | DNF-7         |

| Movistar Team MOV | Movistar Team MOV         | Movistar Team MOV |
| ----------------- | ------------------------- | ----------------- |
| Nr                | Kolarz                    | Miejsce           |
| 141               | Enric Mas (ESP)           | 12.               |
| 142               | Davide Cimolai (ITA)      | 123.              |
| 143               | Davide Formolo (ITA)      | 26.               |
| 144               | Iván García Cortina (ESP) | 58.               |
| 145               | Lorenzo Milesi (ITA)      | 65.               |
| 146               | Nelson Oliveira (POR)     | 39.               |
| 147               | Iván Sosa (COL)           | 20.               |

| Q36.5 Pro Cycling Team Q36 | Q36.5 Pro Cycling Team Q36 | Q36.5 Pro Cycling Team Q36 |
| -------------------------- | -------------------------- | -------------------------- |
| Nr                         | Kolarz                     | Miejsce                    |
| 151                        | Filippo Conca (ITA)        | DNS-2                      |
| 152                        | David de la Cruz (ESP)     | DNF-5                      |
| 153                        | Mark Donovan (GBR)         | DNF-6                      |
| 154                        | Damien Howson (AUS)        | DNS-6                      |
| 155                        | Tobias Ludvigsson (SWE)    | DNF-6                      |
| 156                        | Nicolò Parisini (ITA)      | 89.                        |
| 157                        | Jannik Steimle (GER)       | 113.                       |

| Soudal Quick-Step SOQ | Soudal Quick-Step SOQ      | Soudal Quick-Step SOQ |
| --------------------- | -------------------------- | --------------------- |
| Nr                    | Kolarz                     | Miejsce               |
| 161                   | Julian Alaphilippe (FRA)   | 62.                   |
| 162                   | Kasper Asgreen (DEN) (ITT) | 52.                   |
| 163                   | Josef Černý (CZE)          | DNF-7                 |
| 164                   | Fausto Masnada (ITA)       | DNF-6                 |
| 165                   | Tim Merlier (BEL)          | DNF-7                 |
| 166                   | Bert Van Lerberghe (BEL)   | DNF-7                 |
| 167                   | Jordi Warlop (BEL)         | DNF-6                 |

| Team dsm-firmenich PostNL DFP | Team dsm-firmenich PostNL DFP | Team dsm-firmenich PostNL DFP |
| ----------------------------- | ----------------------------- | ----------------------------- |
| Nr                            | Kolarz                        | Miejsce                       |
| 171                           | Romain Bardet (FRA)           | DNS-6                         |
| 172                           | John Degenkolb (GER)          | 112.                          |
| 173                           | Chris Hamilton (AUS)          | 85.                           |
| 174                           | Max Poole (GBR)               | DNF-6                         |
| 175                           | Casper van Uden (NED)         | 100.                          |
| 176                           | Kevin Vermaerke (USA)         | 24.                           |
| 177                           | Bram Welten (NED)             | DNF-4                         |

| Team Polti Kometa PTK | Team Polti Kometa PTK   | Team Polti Kometa PTK |
| --------------------- | ----------------------- | --------------------- |
| Nr                    | Kolarz                  | Miejsce               |
| 181                   | Davide Piganzoli (ITA)  | 18.                   |
| 182                   | Davide Bais (ITA)       | 82.                   |
| 183                   | Mattia Bais (ITA)       | 108.                  |
| 184                   | Matteo Fabbro (ITA)     | DNS-6                 |
| 185                   | Giovanni Lonardi (ITA)  | 91.                   |
| 186                   | Mirco Maestri (ITA)     | 63.                   |
| 187                   | Jhonatan Restrepo (COL) | DNF-7                 |

| Team Visma \| Lease a Bike TVL | Team Visma \| Lease a Bike TVL    | Team Visma \| Lease a Bike TVL |
| ------------------------------ | --------------------------------- | ------------------------------ |
| Nr                             | Kolarz                            | Miejsce                        |
| 191                            | Jonas Vingegaard (DEN)            | 1.                             |
| 192                            | Robert Gesink (NED)               | DNS-3                          |
| 193                            | Steven Kruijswijk (NED)           | 69.                            |
| 194                            | Ben Tulett (GBR)                  | 54.                            |
| 195                            | Cian Uijtdebroeks (BEL)           | 7.                             |
| 196                            | Attila Valter (HUN) (szosa i ITT) | 47.                            |
| 197                            | Dylan van Baarle (NED) (szosa)    | 121.                           |

| Tudor Pro Cycling Team TUD | Tudor Pro Cycling Team TUD | Tudor Pro Cycling Team TUD |
| -------------------------- | -------------------------- | -------------------------- |
| Nr                         | Kolarz                     | Miejsce                    |
| 201                        | Marco Brenner (GER)        | 72.                        |
| 202                        | Robin Froidevaux (SUI)     | 105.                       |
| 203                        | Alexander Kamp (DEN)       | 118.                       |
| 204                        | Petr Kelemen (CZE)         | DNF-5                      |
| 205                        | Alexander Krieger (GER)    | 116.                       |
| 206                        | Marius Mayrhofer (GER)     | DNF-6                      |
| 207                        | Florian Stork (GER)        | 44.                        |

| UAE Team Emirates UAD | UAE Team Emirates UAD      | UAE Team Emirates UAD |
| --------------------- | -------------------------- | --------------------- |
| Nr                    | Kolarz                     | Miejsce               |
| 211                   | Juan Ayuso (ESP)           | 2.                    |
| 212                   | Mikkel Bjerg (DEN)         | 15.                   |
| 213                   | Alessandro Covi (ITA)      | 78.                   |
| 214                   | Isaac Del Toro (MEX)       | 4.                    |
| 215                   | Marc Hirschi (SUI) (szosa) | 79.                   |
| 216                   | Rafał Majka (POL)          | 37.                   |
| 217                   | Michael Vink (NZL)         | 109.                  |

| Uno-X Mobility UXM | Uno-X Mobility UXM            | Uno-X Mobility UXM |
| ------------------ | ----------------------------- | ------------------ |
| Nr                 | Kolarz                        | Miejsce            |
| 221                | Alexander Kristoff (NOR)      | 99.                |
| 222                | Jonas Abrahamsen (NOR)        | 50.                |
| 223                | Odd Christian Eiking (NOR)    | 35.                |
| 224                | Markus Hoelgaard (NOR)        | 76.                |
| 225                | Andreas Leknessund (NOR)      | 38.                |
| 226                | Magnus Cort Nielsen (DEN)     | DNF-6              |
| 227                | Søren Wærenskjold (NOR) (ITT) | 120.               |

| VF Group-Bardiani CSF-Faizanè VBF | VF Group-Bardiani CSF-Faizanè VBF | VF Group-Bardiani CSF-Faizanè VBF |
| --------------------------------- | --------------------------------- | --------------------------------- |
| Nr                                | Kolarz                            | Miejsce                           |
| 231                               | Domenico Pozzovivo (ITA)          | 31.                               |
| 232                               | Filippo Fiorelli (ITA)            | DNS-6                             |
| 233                               | Filippo Magli (ITA)               | DNF-7                             |
| 234                               | Alex Tolio (ITA)                  | 90.                               |
| 235                               | Alessandro Tonelli (ITA)          | 43.                               |
| 236                               | Enrico Zanoncello (ITA)           | 117.                              |
| 237                               | Samuele Zoccarato (ITA)           | 125.                              |

| Bahrain Victorious TBV | Bahrain Victorious TBV | Bahrain Victorious TBV |
| ---------------------- | ---------------------- | ---------------------- |
| Nr                     | Kolarz                 | Miejsce                |
| 241                    | Antonio Tiberi (ITA)   | 27.                    |
| 242                    | Yukiya Arashiro (JPN)  | DNF-7                  |
| 243                    | Nikias Arndt (GER)     | 84.                    |
| 244                    | Phil Bauhaus (GER)     | DNF-7                  |
| 245                    | Damiano Caruso (ITA)   | 41.                    |
| 246                    | Andrea Pasqualon (ITA) | DNF-7                  |
| 247                    | Wout Poels (NED)       | 11.                    |

Legenda: DNF – nie ukończył etapu, OTL – przekroczył limit czasu, DNS – nie wystartował do etapu, DSQ – zdyskwalifikowany. Numer przy skrócie oznacza etap, na którym kolarz opuścił wyścig.

## Wyniki etapów

### Etap 1
| Lido di Camaiore - Lido di Camaiore | jazda indywidualna na czas | (10 km) |

| \| Klasyfikacja etapu \| Klasyfikacja etapu \| Klasyfikacja etapu \| Klasyfikacja etapu \| Klasyfikacja etapu \| \| Kolarz \| Kolarz \| Państwo \| Drużyna \| Czas \| \| ------------------ \| ------------------ \| ------------------ \| -------------------------- \| ------------------ \| \| 1. \| Juan Ayuso \| Hiszpania \| UAE Team Emirates \| 11' 24" \| \| 2. \| Filippo Ganna \| Włochy \| Ineos Grenadiers \| + 1" \| \| 3. \| Jonathan Milan \| Włochy \| Lidl-Trek \| + 12" \| \| 4. \| Ethan Vernon \| Wielka Brytania \| Israel-Premier Tech \| + 13" \| \| 5. \| Josef Černý \| Czechy \| Soudal Quick-Step \| + 14" \| \| 6. \| Søren Wærenskjold \| Norwegia \| Uno-X Mobility \| + 15" \| \| 7. \| Antonio Tiberi \| Włochy \| Bahrain Victorious \| + 17" \| \| 8. \| Kévin Vauquelin \| Francja \| Arkéa-B&B Hotels \| + 18" \| \| 9. \| Jonas Vingegaard \| Dania \| Team Visma \\| Lease a Bike \| + 22" \| \| 10. \| Romain Grégoire \| Francja \| Groupama-FDJ \| + 22" \| |                   |                 |                            |         |
| |                   |                 |                            |         |
| Źródło: ProCyclingStats |                   |                 |                            |         |
| Klasyfikacja etapu |                   |                 |                            |         |
| Kolarz | Kolarz            | Państwo         | Drużyna                    | Czas    |
| 1. | Juan Ayuso        | Hiszpania       | UAE Team Emirates          | 11' 24" |
| 2. | Filippo Ganna     | Włochy          | Ineos Grenadiers           | + 1"    |
| 3. | Jonathan Milan    | Włochy          | Lidl-Trek                  | + 12"   |
| 4. | Ethan Vernon      | Wielka Brytania | Israel-Premier Tech        | + 13"   |
| 5. | Josef Černý       | Czechy          | Soudal Quick-Step          | + 14"   |
| 6. | Søren Wærenskjold | Norwegia        | Uno-X Mobility             | + 15"   |
| 7. | Antonio Tiberi    | Włochy          | Bahrain Victorious         | + 17"   |
| 8. | Kévin Vauquelin   | Francja         | Arkéa-B&B Hotels           | + 18"   |
| 9. | Jonas Vingegaard  | Dania           | Team Visma \| Lease a Bike | + 22"   |
| 10. | Romain Grégoire   | Francja         | Groupama-FDJ               | + 22"   |

| \| Klasyfikacja generalna \| Klasyfikacja generalna \| Klasyfikacja generalna \| Klasyfikacja generalna \| Klasyfikacja generalna \| \| Kolarz \| Kolarz \| Państwo \| Drużyna \| Czas \| \| ---------------------- \| ---------------------- \| ---------------------- \| -------------------------- \| ---------------------- \| \| 1. \| Juan Ayuso \| Hiszpania \| UAE Team Emirates \| 11' 24" \| \| 2. \| Filippo Ganna \| Włochy \| Ineos Grenadiers \| + 1" \| \| 3. \| Jonathan Milan \| Włochy \| Lidl-Trek \| + 12" \| \| 4. \| Ethan Vernon \| Wielka Brytania \| Israel-Premier Tech \| + 13" \| \| 5. \| Josef Černý \| Czechy \| Soudal Quick-Step \| + 14" \| \| 6. \| Søren Wærenskjold \| Norwegia \| Uno-X Mobility \| + 15" \| \| 7. \| Antonio Tiberi \| Włochy \| Bahrain Victorious \| + 17" \| \| 8. \| Kévin Vauquelin \| Francja \| Arkéa-B&B Hotels \| + 18" \| \| 9. \| Jonas Vingegaard \| Dania \| Team Visma \\| Lease a Bike \| + 22" \| \| 10. \| Romain Grégoire \| Francja \| Groupama-FDJ \| + 22" \| |                   |                 |                            |         |
| |                   |                 |                            |         |
| Źródło: ProCyclingStats |                   |                 |                            |         |
| Klasyfikacja generalna |                   |                 |                            |         |
| Kolarz | Kolarz            | Państwo         | Drużyna                    | Czas    |
| 1. | Juan Ayuso        | Hiszpania       | UAE Team Emirates          | 11' 24" |
| 2. | Filippo Ganna     | Włochy          | Ineos Grenadiers           | + 1"    |
| 3. | Jonathan Milan    | Włochy          | Lidl-Trek                  | + 12"   |
| 4. | Ethan Vernon      | Wielka Brytania | Israel-Premier Tech        | + 13"   |
| 5. | Josef Černý       | Czechy          | Soudal Quick-Step          | + 14"   |
| 6. | Søren Wærenskjold | Norwegia        | Uno-X Mobility             | + 15"   |
| 7. | Antonio Tiberi    | Włochy          | Bahrain Victorious         | + 17"   |
| 8. | Kévin Vauquelin   | Francja         | Arkéa-B&B Hotels           | + 18"   |
| 9. | Jonas Vingegaard  | Dania           | Team Visma \| Lease a Bike | + 22"   |
| 10. | Romain Grégoire   | Francja         | Groupama-FDJ               | + 22"   |

### Etap 2
| Camaiore - Follonica | pagórkowaty | (198 km) |

| \| Klasyfikacja etapu \| Klasyfikacja etapu \| Klasyfikacja etapu \| Klasyfikacja etapu \| Klasyfikacja etapu \| \| Kolarz \| Kolarz \| Państwo \| Drużyna \| Czas \| \| ------------------ \| ------------------ \| ------------------ \| ------------------------- \| ------------------ \| \| 1. \| Jasper Philipsen \| Belgia \| Alpecin-Deceuninck \| 4h 32' 07" \| \| 2. \| Tim Merlier \| Belgia \| Soudal Quick-Step \| + 0" \| \| 3. \| Axel Zingle \| Francja \| Cofidis \| + 0" \| \| 4. \| Amaury Capiot \| Belgia \| Arkéa-B&B Hotels \| + 0" \| \| 5. \| Casper van Uden \| Holandia \| Team dsm-firmenich PostNL \| + 0" \| \| 6. \| Søren Wærenskjold \| Norwegia \| Uno-X Mobility \| + 0" \| \| 7. \| Giovanni Lonardi \| Włochy \| Team Polti Kometa \| + 0" \| \| 8. \| Ethan Vernon \| Wielka Brytania \| Israel-Premier Tech \| + 0" \| \| 9. \| Jonathan Milan \| Włochy \| Lidl-Trek \| + 0" \| \| 10. \| Fabian Lienhard \| Szwajcaria \| Groupama-FDJ \| + 0" \| |                   |                 |                           |            |
| |                   |                 |                           |            |
| Źródło: ProCyclingStats |                   |                 |                           |            |
| Klasyfikacja etapu |                   |                 |                           |            |
| Kolarz | Kolarz            | Państwo         | Drużyna                   | Czas       |
| 1. | Jasper Philipsen  | Belgia          | Alpecin-Deceuninck        | 4h 32' 07" |
| 2. | Tim Merlier       | Belgia          | Soudal Quick-Step         | + 0"       |
| 3. | Axel Zingle       | Francja         | Cofidis                   | + 0"       |
| 4. | Amaury Capiot     | Belgia          | Arkéa-B&B Hotels          | + 0"       |
| 5. | Casper van Uden   | Holandia        | Team dsm-firmenich PostNL | + 0"       |
| 6. | Søren Wærenskjold | Norwegia        | Uno-X Mobility            | + 0"       |
| 7. | Giovanni Lonardi  | Włochy          | Team Polti Kometa         | + 0"       |
| 8. | Ethan Vernon      | Wielka Brytania | Israel-Premier Tech       | + 0"       |
| 9. | Jonathan Milan    | Włochy          | Lidl-Trek                 | + 0"       |
| 10. | Fabian Lienhard   | Szwajcaria      | Groupama-FDJ              | + 0"       |

| \| Klasyfikacja generalna \| Klasyfikacja generalna \| Klasyfikacja generalna \| Klasyfikacja generalna \| Klasyfikacja generalna \| \| Kolarz \| Kolarz \| Państwo \| Drużyna \| Czas \| \| ---------------------- \| ---------------------- \| ---------------------- \| -------------------------- \| ---------------------- \| \| 1. \| Juan Ayuso \| Hiszpania \| UAE Team Emirates \| 4h 43' 31" \| \| 2. \| Filippo Ganna \| Włochy \| Ineos Grenadiers \| + 1" \| \| 3. \| Jonathan Milan \| Włochy \| Lidl-Trek \| + 12" \| \| 4. \| Ethan Vernon \| Wielka Brytania \| Israel-Premier Tech \| + 13" \| \| 5. \| Søren Wærenskjold \| Norwegia \| Uno-X Mobility \| + 15" \| \| 6. \| Antonio Tiberi \| Włochy \| Bahrain Victorious \| + 17" \| \| 7. \| Kévin Vauquelin \| Francja \| Arkéa-B&B Hotels \| + 18" \| \| 8. \| Jonas Vingegaard \| Dania \| Team Visma \\| Lease a Bike \| + 22" \| \| 9. \| Romain Grégoire \| Francja \| Groupama-FDJ \| + 22" \| \| 10. \| Tobias Ludvigsson \| Szwecja \| Q36.5 Pro Cycling Team \| + 23" \| |                   |                 |                            |            |
| |                   |                 |                            |            |
| Źródło: ProCyclingStats |                   |                 |                            |            |
| Klasyfikacja generalna |                   |                 |                            |            |
| Kolarz | Kolarz            | Państwo         | Drużyna                    | Czas       |
| 1. | Juan Ayuso        | Hiszpania       | UAE Team Emirates          | 4h 43' 31" |
| 2. | Filippo Ganna     | Włochy          | Ineos Grenadiers           | + 1"       |
| 3. | Jonathan Milan    | Włochy          | Lidl-Trek                  | + 12"      |
| 4. | Ethan Vernon      | Wielka Brytania | Israel-Premier Tech        | + 13"      |
| 5. | Søren Wærenskjold | Norwegia        | Uno-X Mobility             | + 15"      |
| 6. | Antonio Tiberi    | Włochy          | Bahrain Victorious         | + 17"      |
| 7. | Kévin Vauquelin   | Francja         | Arkéa-B&B Hotels           | + 18"      |
| 8. | Jonas Vingegaard  | Dania           | Team Visma \| Lease a Bike | + 22"      |
| 9. | Romain Grégoire   | Francja         | Groupama-FDJ               | + 22"      |
| 10. | Tobias Ludvigsson | Szwecja         | Q36.5 Pro Cycling Team     | + 23"      |

### Etap 3
| Volterra - Gualdo Tadino | górzysty | (225 km) |

| \| Klasyfikacja etapu \| Klasyfikacja etapu \| Klasyfikacja etapu \| Klasyfikacja etapu \| Klasyfikacja etapu \| \| Kolarz \| Kolarz \| Państwo \| Drużyna \| Czas \| \| ------------------ \| ------------------ \| ------------------ \| -------------------------- \| ------------------ \| \| 1. \| Phil Bauhaus \| Niemcy \| Bahrain Victorious \| 5h 25' 51" \| \| 2. \| Jonathan Milan \| Włochy \| Lidl-Trek \| + 0" \| \| 3. \| Kévin Vauquelin \| Francja \| Arkéa-B&B Hotels \| + 0" \| \| 4. \| Alberto Bettiol \| Włochy \| EF Education-EasyPost \| + 0" \| \| 5. \| Andrea Vendrame \| Włochy \| Decathlon-AG2R La Mondiale \| + 0" \| \| 6. \| Simone Velasco \| Włochy \| Astana Qazaqstan Team \| + 0" \| \| 7. \| Damiano Caruso \| Włochy \| Bahrain Victorious \| + 0" \| \| 8. \| Marius Mayrhofer \| Niemcy \| Tudor Pro Cycling Team \| + 0" \| \| 9. \| Kevin Vermaerke \| Stany Zjednoczone \| Team dsm-firmenich PostNL \| + 0" \| \| 10. \| Nikias Arndt \| Niemcy \| Bahrain Victorious \| + 0" \| |                  |                   |                            |            |
| |                  |                   |                            |            |
| Źródło: ProCyclingStats |                  |                   |                            |            |
| Klasyfikacja etapu |                  |                   |                            |            |
| Kolarz | Kolarz           | Państwo           | Drużyna                    | Czas       |
| 1. | Phil Bauhaus     | Niemcy            | Bahrain Victorious         | 5h 25' 51" |
| 2. | Jonathan Milan   | Włochy            | Lidl-Trek                  | + 0"       |
| 3. | Kévin Vauquelin  | Francja           | Arkéa-B&B Hotels           | + 0"       |
| 4. | Alberto Bettiol  | Włochy            | EF Education-EasyPost      | + 0"       |
| 5. | Andrea Vendrame  | Włochy            | Decathlon-AG2R La Mondiale | + 0"       |
| 6. | Simone Velasco   | Włochy            | Astana Qazaqstan Team      | + 0"       |
| 7. | Damiano Caruso   | Włochy            | Bahrain Victorious         | + 0"       |
| 8. | Marius Mayrhofer | Niemcy            | Tudor Pro Cycling Team     | + 0"       |
| 9. | Kevin Vermaerke  | Stany Zjednoczone | Team dsm-firmenich PostNL  | + 0"       |
| 10. | Nikias Arndt     | Niemcy            | Bahrain Victorious         | + 0"       |

| \| Klasyfikacja generalna \| Klasyfikacja generalna \| Klasyfikacja generalna \| Klasyfikacja generalna \| Klasyfikacja generalna \| \| Kolarz \| Kolarz \| Państwo \| Drużyna \| Czas \| \| ---------------------- \| ---------------------- \| ---------------------- \| -------------------------- \| ---------------------- \| \| 1. \| Juan Ayuso \| Hiszpania \| UAE Team Emirates \| 10h 09' 22" \| \| 2. \| Jonathan Milan \| Włochy \| Lidl-Trek \| + 6" \| \| 3. \| Kévin Vauquelin \| Francja \| Arkéa-B&B Hotels \| + 14" \| \| 4. \| Antonio Tiberi \| Włochy \| Bahrain Victorious \| + 17" \| \| 5. \| Jonas Vingegaard \| Dania \| Team Visma \\| Lease a Bike \| + 22" \| \| 6. \| Romain Grégoire \| Francja \| Groupama-FDJ \| + 22" \| \| 7. \| Jai Hindley \| Australia \| Bora-Hansgrohe \| + 24" \| \| 8. \| Neilson Powless \| Stany Zjednoczone \| EF Education-EasyPost \| + 26" \| \| 9. \| Max Poole \| Wielka Brytania \| Team dsm-firmenich PostNL \| + 26" \| \| 10. \| Lennard Kämna \| Niemcy \| Bora-Hansgrohe \| + 26" \| |                  |                   |                            |             |
| |                  |                   |                            |             |
| Źródło: ProCyclingStats |                  |                   |                            |             |
| Klasyfikacja generalna |                  |                   |                            |             |
| Kolarz | Kolarz           | Państwo           | Drużyna                    | Czas        |
| 1. | Juan Ayuso       | Hiszpania         | UAE Team Emirates          | 10h 09' 22" |
| 2. | Jonathan Milan   | Włochy            | Lidl-Trek                  | + 6"        |
| 3. | Kévin Vauquelin  | Francja           | Arkéa-B&B Hotels           | + 14"       |
| 4. | Antonio Tiberi   | Włochy            | Bahrain Victorious         | + 17"       |
| 5. | Jonas Vingegaard | Dania             | Team Visma \| Lease a Bike | + 22"       |
| 6. | Romain Grégoire  | Francja           | Groupama-FDJ               | + 22"       |
| 7. | Jai Hindley      | Australia         | Bora-Hansgrohe             | + 24"       |
| 8. | Neilson Powless  | Stany Zjednoczone | EF Education-EasyPost      | + 26"       |
| 9. | Max Poole        | Wielka Brytania   | Team dsm-firmenich PostNL  | + 26"       |
| 10. | Lennard Kämna    | Niemcy            | Bora-Hansgrohe             | + 26"       |

### Etap 4
| Arrone - Giulianova | górzysty | (207 km) |

| \| Klasyfikacja etapu \| Klasyfikacja etapu \| Klasyfikacja etapu \| Klasyfikacja etapu \| Klasyfikacja etapu \| \| Kolarz \| Kolarz \| Państwo \| Drużyna \| Czas \| \| ------------------ \| ------------------- \| ------------------ \| ---------------------- \| ------------------ \| \| 1. \| Jonathan Milan \| Włochy \| Lidl-Trek \| 4h 56' 44" \| \| 2. \| Jasper Philipsen \| Belgia \| Alpecin-Deceuninck \| + 0" \| \| 3. \| Corbin Strong \| Nowa Zelandia \| Israel-Premier Tech \| + 0" \| \| 4. \| Biniam Girmay \| Erytrea \| Intermarché-Wanty \| + 0" \| \| 5. \| Axel Zingle \| Francja \| Cofidis \| + 0" \| \| 6. \| Marius Mayrhofer \| Niemcy \| Tudor Pro Cycling Team \| + 0" \| \| 7. \| Jonas Abrahamsen \| Norwegia \| Uno-X Mobility \| + 0" \| \| 8. \| Iván García Cortina \| Hiszpania \| Movistar Team \| + 0" \| \| 9. \| Julian Alaphilippe \| Francja \| Soudal Quick-Step \| + 0" \| \| 10. \| Antonio Tiberi \| Włochy \| Bahrain Victorious \| + 0" \| |                     |               |                        |            |
| |                     |               |                        |            |
| Źródło: ProCyclingStats |                     |               |                        |            |
| Klasyfikacja etapu |                     |               |                        |            |
| Kolarz | Kolarz              | Państwo       | Drużyna                | Czas       |
| 1. | Jonathan Milan      | Włochy        | Lidl-Trek              | 4h 56' 44" |
| 2. | Jasper Philipsen    | Belgia        | Alpecin-Deceuninck     | + 0"       |
| 3. | Corbin Strong       | Nowa Zelandia | Israel-Premier Tech    | + 0"       |
| 4. | Biniam Girmay       | Erytrea       | Intermarché-Wanty      | + 0"       |
| 5. | Axel Zingle         | Francja       | Cofidis                | + 0"       |
| 6. | Marius Mayrhofer    | Niemcy        | Tudor Pro Cycling Team | + 0"       |
| 7. | Jonas Abrahamsen    | Norwegia      | Uno-X Mobility         | + 0"       |
| 8. | Iván García Cortina | Hiszpania     | Movistar Team          | + 0"       |
| 9. | Julian Alaphilippe  | Francja       | Soudal Quick-Step      | + 0"       |
| 10. | Antonio Tiberi      | Włochy        | Bahrain Victorious     | + 0"       |

| \| Klasyfikacja generalna \| Klasyfikacja generalna \| Klasyfikacja generalna \| Klasyfikacja generalna \| Klasyfikacja generalna \| \| Kolarz \| Kolarz \| Państwo \| Drużyna \| Czas \| \| ---------------------- \| ---------------------- \| ---------------------- \| -------------------------- \| ---------------------- \| \| 1. \| Jonathan Milan \| Włochy \| Lidl-Trek \| 15h 06' 02" \| \| 2. \| Juan Ayuso \| Hiszpania \| UAE Team Emirates \| + 4" \| \| 3. \| Kévin Vauquelin \| Francja \| Arkéa-B&B Hotels \| + 18" \| \| 4. \| Antonio Tiberi \| Włochy \| Bahrain Victorious \| + 21" \| \| 5. \| Jonas Vingegaard \| Dania \| Team Visma \\| Lease a Bike \| + 26" \| \| 6. \| Romain Grégoire \| Francja \| Groupama-FDJ \| + 26" \| \| 7. \| Jai Hindley \| Australia \| Bora-Hansgrohe \| + 28" \| \| 8. \| Neilson Powless \| Stany Zjednoczone \| EF Education-EasyPost \| + 30" \| \| 9. \| Max Poole \| Wielka Brytania \| Team dsm-firmenich PostNL \| + 30" \| \| 10. \| Lennard Kämna \| Niemcy \| Bora-Hansgrohe \| + 30" \| |                  |                   |                            |             |
| |                  |                   |                            |             |
| Źródło: ProCyclingStats |                  |                   |                            |             |
| Klasyfikacja generalna |                  |                   |                            |             |
| Kolarz | Kolarz           | Państwo           | Drużyna                    | Czas        |
| 1. | Jonathan Milan   | Włochy            | Lidl-Trek                  | 15h 06' 02" |
| 2. | Juan Ayuso       | Hiszpania         | UAE Team Emirates          | + 4"        |
| 3. | Kévin Vauquelin  | Francja           | Arkéa-B&B Hotels           | + 18"       |
| 4. | Antonio Tiberi   | Włochy            | Bahrain Victorious         | + 21"       |
| 5. | Jonas Vingegaard | Dania             | Team Visma \| Lease a Bike | + 26"       |
| 6. | Romain Grégoire  | Francja           | Groupama-FDJ               | + 26"       |
| 7. | Jai Hindley      | Australia         | Bora-Hansgrohe             | + 28"       |
| 8. | Neilson Powless  | Stany Zjednoczone | EF Education-EasyPost      | + 30"       |
| 9. | Max Poole        | Wielka Brytania   | Team dsm-firmenich PostNL  | + 30"       |
| 10. | Lennard Kämna    | Niemcy            | Bora-Hansgrohe             | + 30"       |

### Etap 5
| Torricella Sicura - Valle Castellana | górski | (144 km) |

| \| Klasyfikacja etapu \| Klasyfikacja etapu \| Klasyfikacja etapu \| Klasyfikacja etapu \| Klasyfikacja etapu \| \| Kolarz \| Kolarz \| Państwo \| Drużyna \| Czas \| \| ------------------ \| ------------------ \| ------------------ \| -------------------------- \| ------------------ \| \| 1. \| Jonas Vingegaard \| Dania \| Team Visma \\| Lease a Bike \| 3h 28' 27" \| \| 2. \| Juan Ayuso \| Hiszpania \| UAE Team Emirates \| + 1' 12" \| \| 3. \| Jai Hindley \| Australia \| Bora-Hansgrohe \| + 1' 12" \| \| 4. \| Ben O’Connor \| Australia \| Decathlon-AG2R La Mondiale \| + 1' 14" \| \| 5. \| Thymen Arensman \| Holandia \| Ineos Grenadiers \| + 1' 14" \| \| 6. \| Cian Uijtdebroeks \| Belgia \| Team Visma \\| Lease a Bike \| + 1' 14" \| \| 7. \| Isaac Del Toro \| Meksyk \| UAE Team Emirates \| + 1' 14" \| \| 8. \| Thomas Pidcock \| Wielka Brytania \| Ineos Grenadiers \| + 2' 52" \| \| 9. \| Kévin Vauquelin \| Francja \| Arkéa-B&B Hotels \| + 2' 52" \| \| 10. \| Romain Grégoire \| Francja \| Groupama-FDJ \| + 2' 52" \| |                   |                 |                            |            |
| |                   |                 |                            |            |
| Źródło: ProCyclingStats |                   |                 |                            |            |
| Klasyfikacja etapu |                   |                 |                            |            |
| Kolarz | Kolarz            | Państwo         | Drużyna                    | Czas       |
| 1. | Jonas Vingegaard  | Dania           | Team Visma \| Lease a Bike | 3h 28' 27" |
| 2. | Juan Ayuso        | Hiszpania       | UAE Team Emirates          | + 1' 12"   |
| 3. | Jai Hindley       | Australia       | Bora-Hansgrohe             | + 1' 12"   |
| 4. | Ben O’Connor      | Australia       | Decathlon-AG2R La Mondiale | + 1' 14"   |
| 5. | Thymen Arensman   | Holandia        | Ineos Grenadiers           | + 1' 14"   |
| 6. | Cian Uijtdebroeks | Belgia          | Team Visma \| Lease a Bike | + 1' 14"   |
| 7. | Isaac Del Toro    | Meksyk          | UAE Team Emirates          | + 1' 14"   |
| 8. | Thomas Pidcock    | Wielka Brytania | Ineos Grenadiers           | + 2' 52"   |
| 9. | Kévin Vauquelin   | Francja         | Arkéa-B&B Hotels           | + 2' 52"   |
| 10. | Romain Grégoire   | Francja         | Groupama-FDJ               | + 2' 52"   |

| \| Klasyfikacja generalna \| Klasyfikacja generalna \| Klasyfikacja generalna \| Klasyfikacja generalna \| Klasyfikacja generalna \| \| Kolarz \| Kolarz \| Państwo \| Drużyna \| Czas \| \| ---------------------- \| ---------------------- \| ---------------------- \| -------------------------- \| ---------------------- \| \| 1. \| Jonas Vingegaard \| Dania \| Team Visma \\| Lease a Bike \| 18h 34' 45" \| \| 2. \| Juan Ayuso \| Hiszpania \| UAE Team Emirates \| + 54" \| \| 3. \| Jai Hindley \| Australia \| Bora-Hansgrohe \| + 1' 20" \| \| 4. \| Thymen Arensman \| Holandia \| Ineos Grenadiers \| + 1' 29" \| \| 5. \| Ben O’Connor \| Australia \| Decathlon-AG2R La Mondiale \| + 1' 32" \| \| 6. \| Isaac Del Toro \| Meksyk \| UAE Team Emirates \| + 1' 34" \| \| 7. \| Cian Uijtdebroeks \| Belgia \| Team Visma \\| Lease a Bike \| + 2' 12" \| \| 8. \| Kévin Vauquelin \| Francja \| Arkéa-B&B Hotels \| + 2' 54" \| \| 9. \| Antonio Tiberi \| Włochy \| Bahrain Victorious \| + 2' 57" \| \| 10. \| Romain Grégoire \| Francja \| Groupama-FDJ \| + 3' 02" \| |                   |           |                            |             |
| |                   |           |                            |             |
| Źródło: ProCyclingStats |                   |           |                            |             |
| Klasyfikacja generalna |                   |           |                            |             |
| Kolarz | Kolarz            | Państwo   | Drużyna                    | Czas        |
| 1. | Jonas Vingegaard  | Dania     | Team Visma \| Lease a Bike | 18h 34' 45" |
| 2. | Juan Ayuso        | Hiszpania | UAE Team Emirates          | + 54"       |
| 3. | Jai Hindley       | Australia | Bora-Hansgrohe             | + 1' 20"    |
| 4. | Thymen Arensman   | Holandia  | Ineos Grenadiers           | + 1' 29"    |
| 5. | Ben O’Connor      | Australia | Decathlon-AG2R La Mondiale | + 1' 32"    |
| 6. | Isaac Del Toro    | Meksyk    | UAE Team Emirates          | + 1' 34"    |
| 7. | Cian Uijtdebroeks | Belgia    | Team Visma \| Lease a Bike | + 2' 12"    |
| 8. | Kévin Vauquelin   | Francja   | Arkéa-B&B Hotels           | + 2' 54"    |
| 9. | Antonio Tiberi    | Włochy    | Bahrain Victorious         | + 2' 57"    |
| 10. | Romain Grégoire   | Francja   | Groupama-FDJ               | + 3' 02"    |

### Etap 6
| Sassoferrato - Cagli | górski | (180 km) |

| \| Klasyfikacja etapu \| Klasyfikacja etapu \| Klasyfikacja etapu \| Klasyfikacja etapu \| Klasyfikacja etapu \| \| Kolarz \| Kolarz \| Państwo \| Drużyna \| Czas \| \| ------------------ \| ------------------ \| ------------------ \| -------------------------- \| ------------------ \| \| 1. \| Jonas Vingegaard \| Dania \| Team Visma \\| Lease a Bike \| 4h 31' 57" \| \| 2. \| Juan Ayuso \| Hiszpania \| UAE Team Emirates \| + 26" \| \| 3. \| Jai Hindley \| Australia \| Bora-Hansgrohe \| + 26" \| \| 4. \| Isaac Del Toro \| Meksyk \| UAE Team Emirates \| + 36" \| \| 5. \| Thomas Pidcock \| Wielka Brytania \| Ineos Grenadiers \| + 42" \| \| 6. \| Ben O’Connor \| Australia \| Decathlon-AG2R La Mondiale \| + 42" \| \| 7. \| Lennard Kämna \| Niemcy \| Bora-Hansgrohe \| + 46" \| \| 8. \| Thymen Arensman \| Holandia \| Ineos Grenadiers \| + 46" \| \| 9. \| Cian Uijtdebroeks \| Belgia \| Team Visma \\| Lease a Bike \| + 48" \| \| 10. \| Wout Poels \| Holandia \| Bahrain Victorious \| + 1' 14" \| |                   |                 |                            |            |
| |                   |                 |                            |            |
| Źródło: ProCyclingStats |                   |                 |                            |            |
| Klasyfikacja etapu |                   |                 |                            |            |
| Kolarz | Kolarz            | Państwo         | Drużyna                    | Czas       |
| 1. | Jonas Vingegaard  | Dania           | Team Visma \| Lease a Bike | 4h 31' 57" |
| 2. | Juan Ayuso        | Hiszpania       | UAE Team Emirates          | + 26"      |
| 3. | Jai Hindley       | Australia       | Bora-Hansgrohe             | + 26"      |
| 4. | Isaac Del Toro    | Meksyk          | UAE Team Emirates          | + 36"      |
| 5. | Thomas Pidcock    | Wielka Brytania | Ineos Grenadiers           | + 42"      |
| 6. | Ben O’Connor      | Australia       | Decathlon-AG2R La Mondiale | + 42"      |
| 7. | Lennard Kämna     | Niemcy          | Bora-Hansgrohe             | + 46"      |
| 8. | Thymen Arensman   | Holandia        | Ineos Grenadiers           | + 46"      |
| 9. | Cian Uijtdebroeks | Belgia          | Team Visma \| Lease a Bike | + 48"      |
| 10. | Wout Poels        | Holandia        | Bahrain Victorious         | + 1' 14"   |

| \| Klasyfikacja generalna \| Klasyfikacja generalna \| Klasyfikacja generalna \| Klasyfikacja generalna \| Klasyfikacja generalna \| \| Kolarz \| Kolarz \| Państwo \| Drużyna \| Czas \| \| ---------------------- \| ---------------------- \| ---------------------- \| -------------------------- \| ---------------------- \| \| 1. \| Jonas Vingegaard \| Dania \| Team Visma \\| Lease a Bike \| 23h 06' 32" \| \| 2. \| Juan Ayuso \| Hiszpania \| UAE Team Emirates \| + 1' 24" \| \| 3. \| Jai Hindley \| Australia \| Bora-Hansgrohe \| + 1' 32" \| \| 4. \| Isaac Del Toro \| Meksyk \| UAE Team Emirates \| + 2' 20" \| \| 5. \| Ben O’Connor \| Australia \| Decathlon-AG2R La Mondiale \| + 2' 24" \| \| 6. \| Thymen Arensman \| Holandia \| Ineos Grenadiers \| + 2' 25" \| \| 7. \| Cian Uijtdebroeks \| Belgia \| Team Visma \\| Lease a Bike \| + 3' 10" \| \| 8. \| Lennard Kämna \| Niemcy \| Bora-Hansgrohe \| + 4' 02" \| \| 9. \| Thomas Pidcock \| Wielka Brytania \| Ineos Grenadiers \| + 4' 05" \| \| 10. \| Kévin Vauquelin \| Francja \| Arkéa-B&B Hotels \| + 4' 24" \| |                   |                 |                            |             |
| |                   |                 |                            |             |
| Źródło: ProCyclingStats |                   |                 |                            |             |
| Klasyfikacja generalna |                   |                 |                            |             |
| Kolarz | Kolarz            | Państwo         | Drużyna                    | Czas        |
| 1. | Jonas Vingegaard  | Dania           | Team Visma \| Lease a Bike | 23h 06' 32" |
| 2. | Juan Ayuso        | Hiszpania       | UAE Team Emirates          | + 1' 24"    |
| 3. | Jai Hindley       | Australia       | Bora-Hansgrohe             | + 1' 32"    |
| 4. | Isaac Del Toro    | Meksyk          | UAE Team Emirates          | + 2' 20"    |
| 5. | Ben O’Connor      | Australia       | Decathlon-AG2R La Mondiale | + 2' 24"    |
| 6. | Thymen Arensman   | Holandia        | Ineos Grenadiers           | + 2' 25"    |
| 7. | Cian Uijtdebroeks | Belgia          | Team Visma \| Lease a Bike | + 3' 10"    |
| 8. | Lennard Kämna     | Niemcy          | Bora-Hansgrohe             | + 4' 02"    |
| 9. | Thomas Pidcock    | Wielka Brytania | Ineos Grenadiers           | + 4' 05"    |
| 10. | Kévin Vauquelin   | Francja         | Arkéa-B&B Hotels           | + 4' 24"    |

### Etap 7
| San Benedetto del Tronto - San Benedetto del Tronto | pagórkowaty | (154 km) |

| \| Klasyfikacja etapu \| Klasyfikacja etapu \| Klasyfikacja etapu \| Klasyfikacja etapu \| Klasyfikacja etapu \| \| Kolarz \| Kolarz \| Państwo \| Drużyna \| Czas \| \| ------------------ \| --------------------- \| ------------------ \| ----------------------------- \| ------------------ \| \| 1. \| Jonathan Milan \| Włochy \| Lidl-Trek \| 3h 15' 51" \| \| 2. \| Alexander Kristoff \| Norwegia \| Uno-X Mobility \| + 0" \| \| 3. \| Davide Cimolai \| Włochy \| Movistar Team \| + 0" \| \| 4. \| Jasper Philipsen \| Belgia \| Alpecin-Deceuninck \| + 0" \| \| 5. \| Stanisław Aniołkowski \| Polska \| Cofidis \| + 0" \| \| 6. \| Amaury Capiot \| Belgia \| Arkéa-B&B Hotels \| + 0" \| \| 7. \| Andrea Vendrame \| Włochy \| Decathlon-AG2R La Mondiale \| + 0" \| \| 8. \| Giovanni Lonardi \| Włochy \| Team Polti Kometa \| + 0" \| \| 9. \| Clément Venturini \| Francja \| Arkéa-B&B Hotels \| + 0" \| \| 10. \| Enrico Zanoncello \| Włochy \| VF Group-Bardiani CSF-Faizanè \| + 0" \| |                       |          |                               |            |
| |                       |          |                               |            |
| Źródło: ProCyclingStats |                       |          |                               |            |
| Klasyfikacja etapu |                       |          |                               |            |
| Kolarz | Kolarz                | Państwo  | Drużyna                       | Czas       |
| 1. | Jonathan Milan        | Włochy   | Lidl-Trek                     | 3h 15' 51" |
| 2. | Alexander Kristoff    | Norwegia | Uno-X Mobility                | + 0"       |
| 3. | Davide Cimolai        | Włochy   | Movistar Team                 | + 0"       |
| 4. | Jasper Philipsen      | Belgia   | Alpecin-Deceuninck            | + 0"       |
| 5. | Stanisław Aniołkowski | Polska   | Cofidis                       | + 0"       |
| 6. | Amaury Capiot         | Belgia   | Arkéa-B&B Hotels              | + 0"       |
| 7. | Andrea Vendrame       | Włochy   | Decathlon-AG2R La Mondiale    | + 0"       |
| 8. | Giovanni Lonardi      | Włochy   | Team Polti Kometa             | + 0"       |
| 9. | Clément Venturini     | Francja  | Arkéa-B&B Hotels              | + 0"       |
| 10. | Enrico Zanoncello     | Włochy   | VF Group-Bardiani CSF-Faizanè | + 0"       |

## Klasyfikacje

### Klasyfikacja generalna
| \| Klasyfikacja generalna \| Klasyfikacja generalna \| Klasyfikacja generalna \| Klasyfikacja generalna \| Klasyfikacja generalna \| \| Kolarz \| Kolarz \| Państwo \| Drużyna \| Czas \| \| ---------------------- \| ---------------------- \| ---------------------- \| -------------------------- \| ---------------------- \| \| 1. \| Jonas Vingegaard \| Dania \| Team Visma \\| Lease a Bike \| 26h 22' 23" \| \| 2. \| Juan Ayuso \| Hiszpania \| UAE Team Emirates \| + 1' 24" \| \| 3. \| Jai Hindley \| Australia \| Bora-Hansgrohe \| + 1' 52" \| \| 4. \| Isaac Del Toro \| Meksyk \| UAE Team Emirates \| + 2' 20" \| \| 5. \| Ben O’Connor \| Australia \| Decathlon-AG2R La Mondiale \| + 2' 24" \| \| 6. \| Thymen Arensman \| Holandia \| Ineos Grenadiers \| + 2' 25" \| \| 7. \| Cian Uijtdebroeks \| Belgia \| Team Visma \\| Lease a Bike \| + 3' 10" \| \| 8. \| Lennard Kämna \| Niemcy \| Bora-Hansgrohe \| + 4' 02" \| \| 9. \| Thomas Pidcock \| Wielka Brytania \| Ineos Grenadiers \| + 4' 05" \| \| 10. \| Kévin Vauquelin \| Francja \| Arkéa-B&B Hotels \| + 4' 24" \| |                   |                 |                            |             |
| |                   |                 |                            |             |
| Źródło: ProCyclingStats |                   |                 |                            |             |
| Klasyfikacja generalna |                   |                 |                            |             |
| Kolarz | Kolarz            | Państwo         | Drużyna                    | Czas        |
| 1. | Jonas Vingegaard  | Dania           | Team Visma \| Lease a Bike | 26h 22' 23" |
| 2. | Juan Ayuso        | Hiszpania       | UAE Team Emirates          | + 1' 24"    |
| 3. | Jai Hindley       | Australia       | Bora-Hansgrohe             | + 1' 52"    |
| 4. | Isaac Del Toro    | Meksyk          | UAE Team Emirates          | + 2' 20"    |
| 5. | Ben O’Connor      | Australia       | Decathlon-AG2R La Mondiale | + 2' 24"    |
| 6. | Thymen Arensman   | Holandia        | Ineos Grenadiers           | + 2' 25"    |
| 7. | Cian Uijtdebroeks | Belgia          | Team Visma \| Lease a Bike | + 3' 10"    |
| 8. | Lennard Kämna     | Niemcy          | Bora-Hansgrohe             | + 4' 02"    |
| 9. | Thomas Pidcock    | Wielka Brytania | Ineos Grenadiers           | + 4' 05"    |
| 10. | Kévin Vauquelin   | Francja         | Arkéa-B&B Hotels           | + 4' 24"    |

| Klasyfikacja punktowa | Klasyfikacja punktowa | Klasyfikacja punktowa | Klasyfikacja punktowa      | Klasyfikacja punktowa |
| Kolarz                | Kolarz                | Państwo               | Drużyna                    | Punkty                |
| --------------------- | --------------------- | --------------------- | -------------------------- | --------------------- |
| 1.                    | Jonathan Milan        | Włochy                | Lidl-Trek                  | 44 pkt                |
| 2.                    | Juan Ayuso            | Hiszpania             | UAE Team Emirates          | 33 pkt                |
| 3.                    | Jasper Philipsen      | Belgia                | Alpecin-Deceuninck         | 29 pkt                |
| 4.                    | Jonas Vingegaard      | Dania                 | Team Visma \| Lease a Bike | 26 pkt                |
| 5.                    | Jai Hindley           | Australia             | Bora-Hansgrohe             | 16 pkt                |
| 6.                    | Filippo Ganna         | Włochy                | Ineos Grenadiers           | 15 pkt                |
| 7.                    | Kévin Vauquelin       | Francja               | Arkéa-B&B Hotels           | 13 pkt                |
| 8.                    | Ben O’Connor          | Australia             | Decathlon-AG2R La Mondiale | 12 pkt                |
| 9.                    | Amaury Capiot         | Belgia                | Arkéa-B&B Hotels           | 12 pkt                |
| 10.                   | Isaac Del Toro        | Meksyk                | UAE Team Emirates          | 11 pkt                |

| Klasyfikacja punktowa | Klasyfikacja punktowa | Klasyfikacja punktowa | Klasyfikacja punktowa      | Klasyfikacja punktowa |
| Kolarz                | Kolarz                | Państwo               | Drużyna                    | Punkty                |
| --------------------- | --------------------- | --------------------- | -------------------------- | --------------------- |
| 1.                    | Jonathan Milan        | Włochy                | Lidl-Trek                  | 44 pkt                |
| 2.                    | Juan Ayuso            | Hiszpania             | UAE Team Emirates          | 33 pkt                |
| 3.                    | Jasper Philipsen      | Belgia                | Alpecin-Deceuninck         | 29 pkt                |
| 4.                    | Jonas Vingegaard      | Dania                 | Team Visma \| Lease a Bike | 26 pkt                |
| 5.                    | Jai Hindley           | Australia             | Bora-Hansgrohe             | 16 pkt                |
| 6.                    | Filippo Ganna         | Włochy                | Ineos Grenadiers           | 15 pkt                |
| 7.                    | Kévin Vauquelin       | Francja               | Arkéa-B&B Hotels           | 13 pkt                |
| 8.                    | Ben O’Connor          | Australia             | Decathlon-AG2R La Mondiale | 12 pkt                |
| 9.                    | Amaury Capiot         | Belgia                | Arkéa-B&B Hotels           | 12 pkt                |
| 10.                   | Isaac Del Toro        | Meksyk                | UAE Team Emirates          | 11 pkt                |

| Klasyfikacja górska | Klasyfikacja górska | Klasyfikacja górska | Klasyfikacja górska        | Klasyfikacja górska |
| Kolarz              | Kolarz              | Państwo             | Drużyna                    | Punkty              |
| ------------------- | ------------------- | ------------------- | -------------------------- | ------------------- |
| 1.                  | Jonas Vingegaard    | Dania               | Team Visma \| Lease a Bike | 30 pkt              |
| 2.                  | Juan Ayuso          | Hiszpania           | UAE Team Emirates          | 17 pkt              |
| 3.                  | Isaac Del Toro      | Meksyk              | UAE Team Emirates          | 15 pkt              |
| 4.                  | Ben Healy           | Irlandia            | EF Education-EasyPost      | 9 pkt               |
| 5.                  | Jai Hindley         | Australia           | Bora-Hansgrohe             | 9 pkt               |
| 6.                  | Andreas Leknessund  | Norwegia            | Uno-X Mobility             | 7 pkt               |
| 7.                  | Davide Bais         | Włochy              | Team Polti Kometa          | 7 pkt               |
| 8.                  | Lorenzo Quartucci   | Włochy              | Team Corratec-Vini Fantini | 6 pkt               |
| 9.                  | Antonio Tiberi      | Włochy              | Bahrain Victorious         | 5 pkt               |
| 10.                 | Alexander Kamp      | Dania               | Tudor Pro Cycling Team     | 5 pkt               |

| Klasyfikacja górska | Klasyfikacja górska | Klasyfikacja górska | Klasyfikacja górska        | Klasyfikacja górska |
| Kolarz              | Kolarz              | Państwo             | Drużyna                    | Punkty              |
| ------------------- | ------------------- | ------------------- | -------------------------- | ------------------- |
| 1.                  | Jonas Vingegaard    | Dania               | Team Visma \| Lease a Bike | 30 pkt              |
| 2.                  | Juan Ayuso          | Hiszpania           | UAE Team Emirates          | 17 pkt              |
| 3.                  | Isaac Del Toro      | Meksyk              | UAE Team Emirates          | 15 pkt              |
| 4.                  | Ben Healy           | Irlandia            | EF Education-EasyPost      | 9 pkt               |
| 5.                  | Jai Hindley         | Australia           | Bora-Hansgrohe             | 9 pkt               |
| 6.                  | Andreas Leknessund  | Norwegia            | Uno-X Mobility             | 7 pkt               |
| 7.                  | Davide Bais         | Włochy              | Team Polti Kometa          | 7 pkt               |
| 8.                  | Lorenzo Quartucci   | Włochy              | Team Corratec-Vini Fantini | 6 pkt               |
| 9.                  | Antonio Tiberi      | Włochy              | Bahrain Victorious         | 5 pkt               |
| 10.                 | Alexander Kamp      | Dania               | Tudor Pro Cycling Team     | 5 pkt               |

| Klasyfikacja młodzieżowa | Klasyfikacja młodzieżowa | Klasyfikacja młodzieżowa | Klasyfikacja młodzieżowa   | Klasyfikacja młodzieżowa |
| Kolarz                   | Kolarz                   | Państwo                  | Drużyna                    | Czas                     |
| ------------------------ | ------------------------ | ------------------------ | -------------------------- | ------------------------ |
| 1.                       | Juan Ayuso               | Hiszpania                | UAE Team Emirates          | 26h 23' 47"              |
| 2.                       | Isaac Del Toro           | Meksyk                   | UAE Team Emirates          | + 56"                    |
| 3.                       | Thymen Arensman          | Holandia                 | Ineos Grenadiers           | + 1' 01"                 |
| 4.                       | Cian Uijtdebroeks        | Belgia                   | Team Visma \| Lease a Bike | + 1' 46"                 |
| 5.                       | Thomas Pidcock           | Wielka Brytania          | Ineos Grenadiers           | + 2' 41"                 |
| 6.                       | Kévin Vauquelin          | Francja                  | Arkéa-B&B Hotels           | + 3' 00"                 |
| 7.                       | Romain Grégoire          | Francja                  | Groupama-FDJ               | + 4' 01"                 |
| 8.                       | Magnus Sheffield         | Stany Zjednoczone        | Ineos Grenadiers           | + 4' 18"                 |
| 9.                       | Davide Piganzoli         | Włochy                   | Team Polti Kometa          | + 4' 29"                 |
| 10.                      | Filippo Zana             | Włochy                   | Team Jayco AlUla           | + 4' 36"                 |

| Klasyfikacja młodzieżowa | Klasyfikacja młodzieżowa | Klasyfikacja młodzieżowa | Klasyfikacja młodzieżowa   | Klasyfikacja młodzieżowa |
| Kolarz                   | Kolarz                   | Państwo                  | Drużyna                    | Czas                     |
| ------------------------ | ------------------------ | ------------------------ | -------------------------- | ------------------------ |
| 1.                       | Juan Ayuso               | Hiszpania                | UAE Team Emirates          | 26h 23' 47"              |
| 2.                       | Isaac Del Toro           | Meksyk                   | UAE Team Emirates          | + 56"                    |
| 3.                       | Thymen Arensman          | Holandia                 | Ineos Grenadiers           | + 1' 01"                 |
| 4.                       | Cian Uijtdebroeks        | Belgia                   | Team Visma \| Lease a Bike | + 1' 46"                 |
| 5.                       | Thomas Pidcock           | Wielka Brytania          | Ineos Grenadiers           | + 2' 41"                 |
| 6.                       | Kévin Vauquelin          | Francja                  | Arkéa-B&B Hotels           | + 3' 00"                 |
| 7.                       | Romain Grégoire          | Francja                  | Groupama-FDJ               | + 4' 01"                 |
| 8.                       | Magnus Sheffield         | Stany Zjednoczone        | Ineos Grenadiers           | + 4' 18"                 |
| 9.                       | Davide Piganzoli         | Włochy                   | Team Polti Kometa          | + 4' 29"                 |
| 10.                      | Filippo Zana             | Włochy                   | Team Jayco AlUla           | + 4' 36"                 |

| Klasyfikacja drużynowa | Klasyfikacja drużynowa     | Klasyfikacja drużynowa       | Klasyfikacja drużynowa |
| Drużyna                | Drużyna                    | Państwo                      | Czas                   |
| ---------------------- | -------------------------- | ---------------------------- | ---------------------- |
| 1.                     | UAE Team Emirates          | Zjednoczone Emiraty Arabskie | 79h 16' 40"            |
| 2.                     | Ineos Grenadiers           | Wielka Brytania              | + 2' 09"               |
| 3.                     | Bora-Hansgrohe             | Niemcy                       | + 6' 33"               |
| 4.                     | Movistar Team              | Hiszpania                    | + 7' 44"               |
| 5.                     | Astana Qazaqstan Team      | Kazachstan                   | + 13' 09"              |
| 6.                     | Team Visma \| Lease a Bike | Holandia                     | + 18' 07"              |
| 7.                     | Bahrain Victorious         | Bahrajn                      | + 24' 31"              |
| 8.                     | Arkéa-B&B Hotels           | Francja                      | + 28' 20"              |
| 9.                     | Decathlon-AG2R La Mondiale | Francja                      | + 28' 20"              |
| 10.                    | EF Education-EasyPost      | Stany Zjednoczone            | + 28' 56"              |

| Klasyfikacja drużynowa | Klasyfikacja drużynowa     | Klasyfikacja drużynowa       | Klasyfikacja drużynowa |
| Drużyna                | Drużyna                    | Państwo                      | Czas                   |
| ---------------------- | -------------------------- | ---------------------------- | ---------------------- |
| 1.                     | UAE Team Emirates          | Zjednoczone Emiraty Arabskie | 79h 16' 40"            |
| 2.                     | Ineos Grenadiers           | Wielka Brytania              | + 2' 09"               |
| 3.                     | Bora-Hansgrohe             | Niemcy                       | + 6' 33"               |
| 4.                     | Movistar Team              | Hiszpania                    | + 7' 44"               |
| 5.                     | Astana Qazaqstan Team      | Kazachstan                   | + 13' 09"              |
| 6.                     | Team Visma \| Lease a Bike | Holandia                     | + 18' 07"              |
| 7.                     | Bahrain Victorious         | Bahrajn                      | + 24' 31"              |
| 8.                     | Arkéa-B&B Hotels           | Francja                      | + 28' 20"              |
| 9.                     | Decathlon-AG2R La Mondiale | Francja                      | + 28' 20"              |
| 10.                    | EF Education-EasyPost      | Stany Zjednoczone            | + 28' 56"              |

### Liderzy klasyfikacji
| Etap   |                            | Pierwsze miejsce _ | Klasyfikacja generalna | Punktowa       | Górska           | Młodzieżowa    | Drużynowa _       |
| ------ | -------------------------- | ------------------ | ---------------------- | -------------- | ---------------- | -------------- | ----------------- |
| 1      | jazda indywidualna na czas | Juan Ayuso         | Juan Ayuso             | Juan Ayuso     | nie przyznano    | Juan Ayuso     | UAE Team Emirates |
| 2      | pagórkowaty                | Jasper Philipsen   | Juan Ayuso             | Juan Ayuso     | Davide Bais      | Juan Ayuso     | UAE Team Emirates |
| 3      | górzysty                   | Phil Bauhaus       | Juan Ayuso             | Jonathan Milan | Richard Carapaz  | Juan Ayuso     | UAE Team Emirates |
| 4      | górzysty                   | Jonathan Milan     | Jonathan Milan         | Jonathan Milan | Davide Bais      | Jonathan Milan | UAE Team Emirates |
| 5      | górski                     | Jonas Vingegaard   | Jonas Vingegaard       | Jonathan Milan | Jonas Vingegaard | Juan Ayuso     | UAE Team Emirates |
| 6      | górski                     | Jonas Vingegaard   | Jonas Vingegaard       | Juan Ayuso     | Jonas Vingegaard | Juan Ayuso     | UAE Team Emirates |
| 7      | pagórkowaty                | Jonathan Milan     | Jonas Vingegaard       | Jonathan Milan | Jonas Vingegaard | Juan Ayuso     | UAE Team Emirates |
| Koniec | Koniec                     |                    | Jonas Vingegaard       | Jonathan Milan | Jonas Vingegaard | Juan Ayuso     | UAE Team Emirates |